# Saxparty 5
Saxparty 5 är ett studioalbum från 1978 utgivet av det svenska dansbandet Ingmar Nordströms på skivmärket Frituna. Albumet placerade sig som högst på sjätte plats på den svenska albumlistan. Albumet återutgavs 1991 på CD.

## Låtlista
1. Why Did it Have To Be Me
2. Den ensamme herden
3. Säg det om igen
4. (If You Ever Come To) Amsterdam
5. Silvermåne över bergen
6. Sommar och sol och semester
7. Exodus
8. Poinciana
9. Love System
10. Farväl San Diego
11. Candle On the Water
12. Tack ska du ha
13. Oh, Mein Papa
14. Mah-Na, Mah-Na

## Listplaceringar
| Lista (1978) | Topplacering |
| ------------ | ------------ |
| Sverige      | 6            |

### Fotnoter
1. 1 2  ”INGMAR NORDSTRÖMS LP (1978) "Saxparty 5"”. svenskadansband.se. 2 maj 2007. http://www.svenskadansband.se/img-ingmar-nordstroms-lp-1978-saxparty-5-b-2951.htm. Läst 30 oktober 2014.
2. ↑  Listplacering